# Sebastián Pérez Cardona
Sebastián Pérez Cardona (* 29. März 1993 in Envigado, Antioquia) ist ein kolumbianischer Fußballspieler, der vorwiegend im Mittelfeld agiert.

## Laufbahn

### Verein
Pérez begann seine Laufbahn 2011 bei Atlético Nacional, mit denen er gleich in seiner ersten Halbsaison, der Apertura 2011, den Meistertitel der kolumbianischen Liga gewann. Insgesamt wurde Pérez mit Nacional fünfmal Meister und verhalf dem Verein damit, den bisherigen Rekordmeister der kolumbianischen Liga, Millonarios FC, zu überholen und sich mit nunmehr 15 Meistertiteln selbst an die Spitze der häufigsten Titelträger zu setzen. Außerdem gewann Pérez mit Nacional in den Jahren 2012 und 2013 zweimal in Folge den kolumbianischen Pokalwettbewerb. Sein wichtigster Titel mit Nacional war jedoch der Gewinn der Copa Libertadores kurz vor seinem Wechsel zu den Boca Juniors in der Spielzeit 2016.
Sein Debüt im Dress der Boca Juniors feierte Pérez am 25. September 2016 beim 4:1-Heimsieg gegen den Quilmes AC und er war in dieser Begegnung der argentinischen Liga der einzige nichtargentinische Spieler.
Im Auswärtsspiel der Boca Juniors beim CA Banfield am 11. März 2017 wurde Pérez in der 88. Minute beim Stand von 2:0 für Boca (was auch zugleich der Endstand war) eingewechselt und fünf Minuten später des Feldes verwiesen. Grund für den Platzverweis war ein Schlag auf die Schulter seines Gegenspielers, der sich jedoch so theatralisch fallen ließ und die Hände vor das Gesicht hielt, dass er einen Schlag ins Gesicht vorgetäuscht hat, was möglicherweise ausschlaggebend für die Rote Karte war.
Im Februar 2019 wurde der Spieler für ein Jahr an Barcelona Sporting Club ausgeliehen. Anschließend kehrte der Spieler für sieben Monate zu Boca Juniors zurück, bevor er nach Europa zu Boavista Porto ausgeliehen wurde. Nach Ablauf der Leihfrist verpflichtete der portugiesische Verein den Kolumbianer fest.

#### Gastspiel bei Arsenal
Im August 2013 absolvierte Pérez einige Trainingseinheiten beim FC Arsenal und kam in einem Testspiel gegen Manchester City zum Einsatz. Seine mögliche Verpflichtung scheiterte aufgrund von Problemen mit der Arbeitserlaubnis.

### Nationalmannschaft
Sein Debüt für die kolumbianische Fußballnationalmannschaft feierte Pérez in einem WM-Qualifikationsspiel gegen Bolivien am 24. März 2016, das 3:2 gewonnen wurde. Fünf Tage später erzielte er an seinem 23. Geburtstag bei seinem zweiten Länderspieleinsatz gegen Ecuador (3:1), ebenfalls im Rahmen der WM-Qualifikation, seinen ersten Länderspieltreffer.

## Erfolge
- Sieger der Copa Libertadores: 2016
- Kolumbianischer Meister: 2011-I, 2013-I, 2013-II, 2014-I, 2015-II
- Kolumbianischer Pokalsieger: 2012, 2013